# خوارزمية غير مسدودة
الخورزميات غير المسدودة (non-blocking algorithm) في مجال الحوسبة المتوازية هو نوع من الخوارزمية تضمن للخيوط التي تتنافس على مورد مشترك عدم الدخول في حالة استبعاد التشارك. الخوارزمية غير المسدودة تعتمد إقفال-تحرير إذا ضمن تقدم النظام بكامله، وتعتمد انتظار-تحرير إذا ضمن لكل خيط التقدم.
استعملت أدبيات الحوسبة المتوازية في مطلع القرن 21 تسمية «غير المسدودة» كمرادف لـ إقفال-تحرير. ومع ذلك، ومنذ عام 2003، انحصر هذا المصطلح لوصف فقط لتفادي التفاعلات الموصلة للانسداد مع جدولة وقائية. في الاستعمال الحديث، تكون خوارزمية غير المسدودة إذا كان تعليق خيط واحد أو أكثر لن يوقف التقدم المحتمل للخيوط المتبقية. فهي مصممة لتجنب طلب مقطع حرج. في كثير من الأحيان، هذه الخوارزميات تسمح لمهام متعددة بإحراز تقدم بشأن مشكل ما بدون عرقلة فيما بينها. بالنسبة لبعض العمليات، وهذه الخوارزميات توفر بديل لآليات الاقفال.

## هوامش
1. ↑  M. Herlihy, V. Luchangco and M. Moir. "Obstruction-Free Synchronization: Double-Ended Queues as an Example." 23rd International Conference on Distributed Computing Systems, 2003, p.522. نسخة محفوظة 09 أغسطس 2017 على موقع واي باك مشين.